# Klippkonst i Saint Vincent och Grenadinerna
Klippkonst i Saint Vincent och Grenadinerna är sedan 18 juni 2012 ett av Saint Vincent och Grenadinerna tentativa världsarv.
Det består av nio platser med klippkonst:
- De 13 stenarna
- Petit Bordel
- Barrouallie
- Mount Wynne
- Buccament
- Sharpes Stream
- Indian Bay
- Yambou 1
- Colonarie